# 古斯塔夫·魏德尔
古斯塔夫·魏德尔（瑞典語：Gustaf Weidel，1890年3月7日—1959年12月11日），生于马尔默，瑞典男子体操运动员。他曾获得1908年夏季奥运会体操比赛男子团体全能金牌。他于1959年在美国华盛顿去世。